# Miscogaster tyche
Miscogaster tyche är en stekelart som beskrevs av Walker 1839. Miscogaster tyche ingår i släktet Miscogaster och familjen puppglanssteklar. Inga underarter finns listade i Catalogue of Life.